# Hjärnkoll
Hjärnkoll är ett numera nerlagt spelprogram på TV4 Plus och TV400 som erbjöd tittarna pengar i utbyte mot rätta svar på enkla frågor. Programledare för programmet är i huvudsak Ann Lindqvist, Eva Nazemson och Moa Alsén. Programmet producerades av produktionsbolaget 2waytraffic Nordic AB.
Den 16 februari 2007 polisanmälde Lotteriinspektionen programmet då de ansåg att programmet bröt mot lagen om grovt dobbleri, alternativt grovt bedrägeri.
Marie Picasso var tidigare programledare för detta program.